# 건폐율
건폐율(建蔽率)은 건축 용어로 전체 대지면적에 대한 건축면적의 비율을 뜻하며 백분율로 표시한다.
건폐율이 높을수록 건축할 수 있는 면적이 많아져 건축밀도가 높아지므로, 적정 주거환경을 보장하기 위하여 건폐율의 상한선을 지정한다. 용적률과 더불어 도시계획을 수립하는데 기본적인 고려사항이다.
| “ | 건폐율 = (건축면적 / 대지면적) × 100 (%) | ” |

## 대한민국 법률상 정의
대한민국 건축법 제55조에서 건축물의 건폐율에 대해 “대지면적에 대한 건축면적(대지에 건축물이 둘 이상 있는 경우에는 이들 건축면적의 합계로 한다)의 비율”로 최대한도를 제한하고 있고, 이 건폐율은 대한민국 국토의 계획 및 이용에 관한 법률 제77조에 따라 도시관리계획에 따른 용도지역별로 최대한도가 규정되어있으며, 지역별로 적용되는 상한 비율은 지방자치단체의 조례로 정한다.
건폐율은 건축법 및 건축법 시행령에서 다음과 같이 규정하고 있다. 녹지지역 ·자연녹지지역 ·생산녹지지역에는 2/10 미만, 주거전용지역에는 5/10 미만, 주거지역 ·준공업지역 ·공업지역 ·전용공업지역에서는 6/10 미만, 준주거지역 ·상업지역에서는 7/10 미만(건축법 제39조)이어야 한다.
[네이버 지식백과] 건폐율 [building coverage, 建蔽率] (두산백과)

### 건폐율 상한선

초록색선을 대지로 보면, 건폐율은 위에서부터 각각 100%, 50%, 25%.

대한민국 국토의 계획 및 이용에 관한 법률 제77조에 따른 건폐율 상한선
| 용도지역         | 용도지역         | 상한선(백분율) |
| ---------------- | ---------------- | -------------- |
| 도시지역         | 주거지역         | 70             |
| 도시지역         | 상업지역         | 90             |
| 도시지역         | 공업지역         | 70             |
| 도시지역         | 녹지지역         | 20             |
| 관리지역         | 보전관리지역     | 20             |
| 관리지역         | 생산관리지역     | 20             |
| 관리지역         | 계획관리지역     | 40             |
| 농림지역         | 농림지역         | 20             |
| 자연환경보전지역 | 자연환경보전지역 | 20             |

## 같이 보기
- 용적률